# Impasse Léa-Blain
L’impasse Léa-Blain est une voie du 16e arrondissement de Paris, en France.

## Situation et accès
L'impasse Léa-Blain est une voie publique située dans le 16e arrondissement de Paris. Elle débute au 59, boulevard Suchet et se termine en impasse.

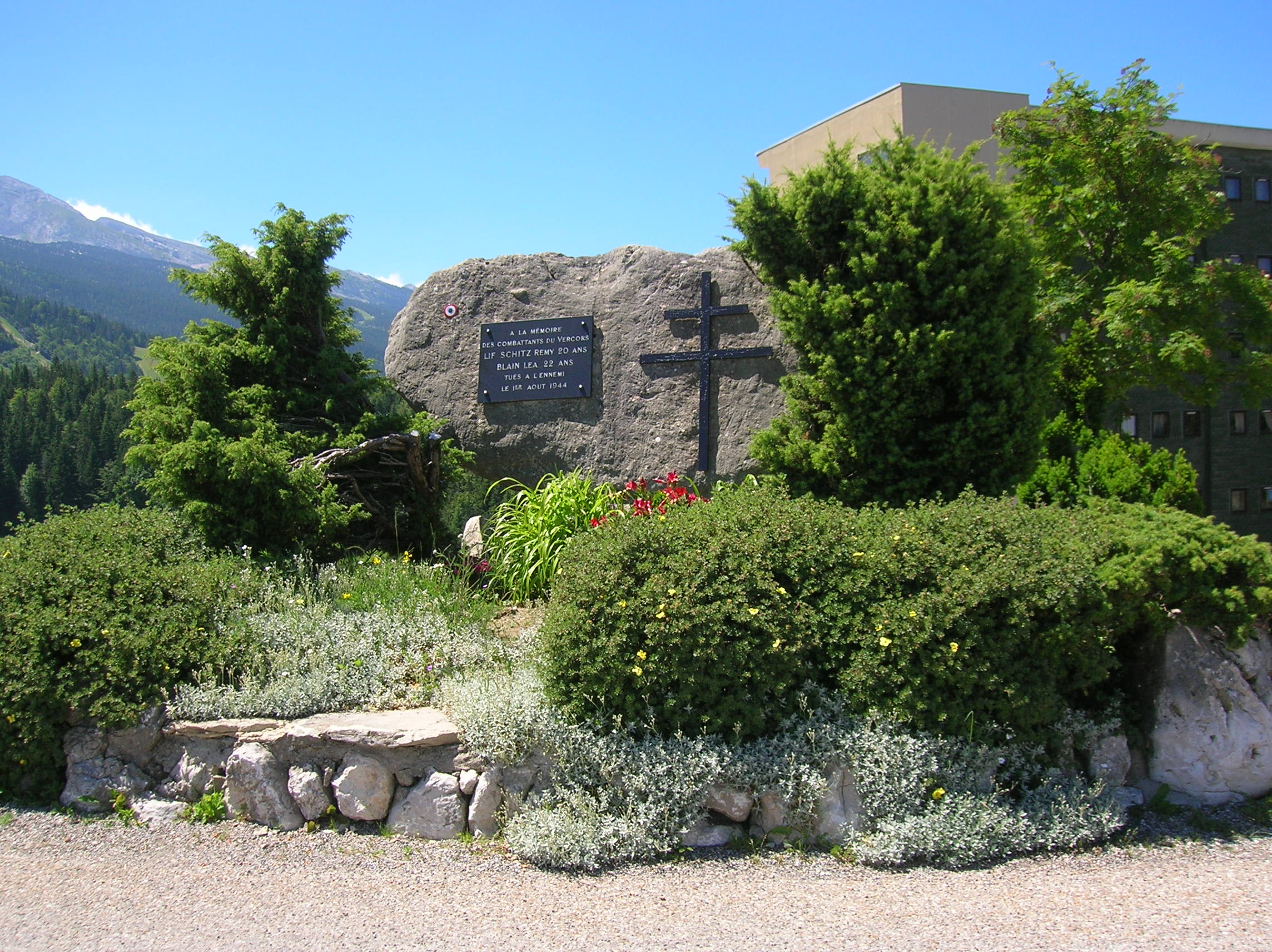
Le monument à la mémoire de Léa Blain et Rémi Lifschitz à Villard-de-Lans, au lieu-dit Les Glovettes.

## Origine du nom
Elle porte le nom de Léa Blain, née à Tullins (Isère) en 1922. 
Elle arrive à Chatte à l'âge de trois ans. Elle entre dans la Résistance en 1942, transporte des messages et cache des réfractaires du STO. Elle devient codeuse-chiffreuse en 1944 et participe à la bataille du Vercors (mission Eucalyptus à Saint-Martin-en-Vercors dans la Drôme). 
Elle sera assassinée d'une balle dans la tête en essayant d'échapper à l'étau allemand le 1er août 1944 près de Villard-de-Lans, en compagnie du sous-lieutenant Rémi Lifschitz (inhumé à Villard-de-Lans).
Léa Blain repose au cimetière de Chatte et un cénotaphe à la nécropole de Saint-Nizier rappelle son souvenir.

## Historique
La voie est créée par un arrêté municipal du 16 juillet 1997 sous le nom provisoire de « voie B/16 » et prend sa dénomination actuelle par un autre arrêté municipal du 15 juin 2007.